# Bruno Storti
Bruno Storti (Roma, 9 luglio 1913 – Roma, 10 gennaio 1994) è stato un sindacalista e politico italiano, segretario generale della CISL dal 1958 al 1976.

## Biografia
Subito dopo la liberazione di Roma (4 giugno 1944), divenne sindacalista della Cgil unitaria, sorta dal Patto di Roma siglato da Bruno Buozzi, Giuseppe Di Vittorio e Achille Grandi.
Nel 1948 fu tra i fondatori della Libera Confederazione Italiana dei Lavoratori (Lcgil), scissione dalla CGIL unitaria dell'ala cattolica. In seguito, il 30 aprile 1950 fu, insieme a Giulio Pastore, Luigi Morelli, Giovanni Canini ed Enrico Parri, tra i principali fondatori della CISL che prese il posto della LCGIL. Chiamato fin dall'inizio da Giulio Pastore a far parte della segreteria confederale, nel 1954 divenne segretario generale aggiunto.
Nel 1958, quando Pastore venne nominato ministro, assunse le funzioni di segretario generale della CISL, carica cui venne ufficialmente eletto il 23 marzo 1959 nella riunione del Consiglio Generale, l'organo collegiale rinnovato dal terzo congresso confederale svoltosi a Roma nei giorni immediatamente precedenti. Rimase segretario generale della CISL per diciotto anni fino al dicembre 1976, quando si dimise da tale incarico per assumere la presidenza del CNEL (Comitato nazionale dell'economia e del lavoro), carica ricoperta fino al 1989.
Negli anni sessanta è stato deputato al Parlamento Italiano nelle liste della Democrazia Cristiana, dove militava nella componente sindacale.
Ha inoltre ricoperto numerosi incarichi internazionali, tra cui quello di presidente nella CISL Internazionale (ICFTU), e nella Confederazione Europea dei Sindacati (CES).
Nel 1964 ha ricoperto anche il ruolo di consigliere nel consiglio di amministrazione della Lazio.